# 南宇和郡

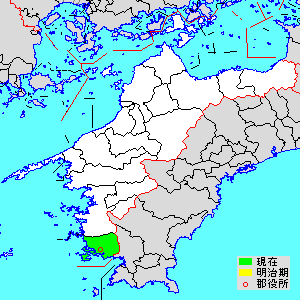
愛媛県南宇和郡の範囲（緑：愛南町）

現在の南宇和郡 ■:市 / ■:町

南宇和郡（みなみうわぐん）は、愛媛県の郡。
人口17,556人、面積238.94km²、人口密度73.5人/km²。（2025年2月1日、推計人口）
以下の1町を含む。
- 愛南町（あいなんちょう）

## 郡域
1878年（明治11年）に行政区画として発足した当時の郡域は、現在の愛南町にあたる。
2022年(令和4年)現在、四国地方の郡で、発足以来一度も郡域の変更が行われたことがないのは、香川県小豆郡と当郡の2つのみである。

## 歴史

### 郡発足までの沿革
- 明治初年時点では伊予国宇和郡のうち後の本郡域の全域が宇和島藩領であった。「旧高旧領取調帳」に記載されている村浦は以下の通り。（15村6浦）

柏村、菊川村、内海浦、長洲村、平城村、和口村、長月村、城辺村、緑村、僧都村、広見村、増田村、正木村、小山村、中川村、満倉村、外海浦、鵜来島、母島浦、久保浦、小矢野浦
- 明治4年
  - 7月14日（1871年8月29日） - 廃藩置県により宇和島県の管轄となる。
  - 11月15日（1871年12月26日） - 第1次府県統合により宇和島県の管轄となる。
- 明治5年6月23日（1872年7月28日） - 神山県の管轄となる。
- 明治6年（1873年）2月20日 - 愛媛県の管轄となる。
- 明治9年（1876年）2月25日 - 母島浦・久保浦・小矢野浦・鵜来島の所属郡が土佐国幡多郡に変更。（15村2浦）

### 郡発足以降の沿革
- 明治11年（1878年）12月16日 - 郡区町村編制法の愛媛県での施行により、宇和郡のうち城辺村ほか15村2浦の区域に南宇和郡が発足。郡役所が城辺村に設置。
- 明治14年（1881年）
  - 「南宇和北宇和郡役所」が北宇和郡宇和島町に設置され、同郡とともに管轄。
  - 外海浦が分割して東外海浦・西外海浦となる。（15村3浦）

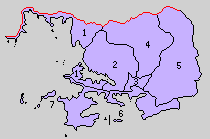
1.内海村 2.御荘村 3.城辺村 4.緑僧都村 5.一本松村 6.東外海村 7.西外海村（紫：愛南町）

- 明治22年（1889年）12月15日 - 町村制の施行により、下記の各村が発足[2]。全域が現・愛南町。（7村）
  - 内海村 ← 内海浦、柏村
  - 御荘村 ← 長洲村、平城村、和口村、長月村、菊川村
  - 城辺村（単独村制）
  - 緑僧都村 ← 緑村、僧都村
  - 一本松村 ← 増田村、正木村、小山村、広見村、中川村、満倉村
  - 東外海村（東外海浦が単独村制）
  - 西外海村（西外海浦が単独村制）
- 明治30年（1897年）4月1日 - 郡制を施行。郡役所が御荘村に設置。
- 大正12年（1923年）
  - 2月11日 - 御荘村が町制施行して御荘町、城辺村が町制施行して城辺町となる。（2町5村）
  - 4月1日 - 郡会が廃止。郡役所は存続。
- 大正15年（1926年）7月1日 - 郡役所が廃止。内務省告示第82号により宇和支庁が設置され、北宇和郡とともに管轄。
- 昭和23年（1948年）11月3日 - 内海村の一部（坊城成川・中浦・猿鳴・高畑・赤水および平山のうち字大島）が分立して南内海村が発足、一部（深泥および字大島を除く平山）が御荘町に編入。（2町6村）
- 昭和27年（1952年）
  - 4月1日 - 東外海村が町制施行して東外海町となる。（3町5村）
  - 9月1日 - 城辺町・緑僧都村が合併し、改めて城辺町が発足。（3町4村）
  - 10月1日 - 西外海村が町制施行・改称して西海町となる。（4町3村）
- 昭和31年（1956年）
  - 9月21日 - 城辺町・東外海町が合併し、改めて城辺町が発足。（3町3村）
  - 9月30日 - 御荘町・南内海村が合併し、改めて御荘町が発足。（3町2村）
- 昭和37年（1962年）1月1日 - 一本松村が町制施行して一本松町となる。（4町1村）
- 平成16年（2004年）10月1日 - 内海村・御荘町・城辺町・一本松町・西海町が合併して愛南町が発足。（1町）